# جان فيكتور ماري مورو
جان فيكتور ماري مورو (بالفرنسية: Jean Victor Marie Moreau )‏ (و. 1763 – 1813 م) هو ضابط، وعسكري فرنسي، ويحمل رتبة عسكرية مارشال فرنسا، توفي في لوني، عن عمر يناهز 50 عاماً، حيث قُتل في معركة دريسدن.

## التعليم
تعلم في جامعة رين.

## العائلة
كان والده، غابرييل لويس مورو، سيد ليزوريو (1730-1794)، مستشار الملك، وقاضياً، وكانت والدته كاثرين تشابرون دو ليل، ابنة تاجر وحفيدة بيير برنارد دي باسفيل. تم قطع رأس الأب في بريست في 13 يوليو 1794، بعد إدانته لإخفائه قساوسة حراريات.

## معارك
- حروب نابليون
- معركة توركوينج
- معركة كاسانو
- معركة نوفي
- معركة هوشتشت
- معركة هوهنليندن
- معركة دريسدن

## جوائز
حصل على جوائز منها:
- أسماء منقوشة تحت قوس النصر بباريس.

## روابط خارجية
- جان فيكتور ماري مورو على موقع الموسوعة البريطانية (الإنجليزية)